# Прва влада Георгија Лавова
Прва влада Георгија Лавова је влада која је образована петог дана револуције, 3/16. марта.

## Историја
Историја Револуције из фебруара/марта 1917. године дели се прилично тачно на четири периода, од којих је сваки трајао по два месеца.
У првом периоду, за време Привремене владе која је образована петог дана револуције, 3/16. марта, и који је трајао до 5/18. маја, представници грађанске странке и социјалистичког блока воде потајну борбу, нарочито по питању рата и мира.

## Чланови владе
| Функција                                          | Портрет | Име и презиме         | Партија                               |
| ------------------------------------------------- | ------- | --------------------- | ------------------------------------- |
| Министар-председник и министар унутрашњих послова |         | Георгиј Лавов         | Кадет                                 |
| Министар иностраних послова                       |         | Павел Миљуков         | Кадет                                 |
| Министар правде                                   |         | Александар Керенски   | Социјалистичка револуционарна партија |
| Министар саобраћаја                               |         | Николај Виссарионович | Кадет                                 |
| Мминистар за трговину и индустрију                |         | Александар Коновалов  | Кадет                                 |
| Министар народне просвјете                        |         | Александар Манујлов   | Кадет                                 |
| Војни министар и поморски министар                |         | Александар Гучков     |                                       |
| Министар пољопривреде                             |         | Андреј Шингарев       | Кадет                                 |
| Министар финансија                                |         | Михаил Терешенко      | Нестраначка личност                   |
| Државни контролор                                 |         | Иван Годнев           |                                       |
| Обер-прокурор                                     |         | Владимир Лавов        |                                       |
|                                                   |         | Родичев               |                                       |